# 三圣徒湾
三圣徒湾（英語：Three Saints Bay），是位于美国阿拉斯加州科迪亚克岛的一个14公里长的入海口，地处锡特卡利达克海峡（Sitkalidak Strait）以北，位于科迪亚克西南97公里处。
三圣徒湾遗迹是一个阿拉斯加的历史遗迹，为俄属北美在阿拉斯加的第一个据点。三圣徒港（Three Saints Harbor）于1784年由俄罗斯探险家格里戈里·伊万诺维奇·舍利霍夫建立，后来在1792年搬到了保罗港（Павловская гавань），也就是今日的科迪亚克。
1978年，三圣徒湾遗迹被美国政府认定为国家历史名胜。